# 叙塞
叙塞（法語：Sussey，法語發音：[sysɛ]）是法国科多尔省的一个市镇，属于博讷区。

## 地理
叙塞（47°13'24"N, 4°21'47"E）面积21.11 平方千米，位于法国勃艮第-弗朗什-孔泰大區科多尔省，该省份为法国中东部省份，北起奥布省，西接涅夫勒省和约讷省，南至索恩-卢瓦尔省，东南接汝拉省，东临上索恩省，东北部与上马恩省接壤。
与叙塞接壤的市镇（或旧市镇、城区）包括：图瓦西拉贝谢尔、迪扬塞、阿勒雷、伯雷博盖、桑斯雷、列奈、马西伊-奥尼。

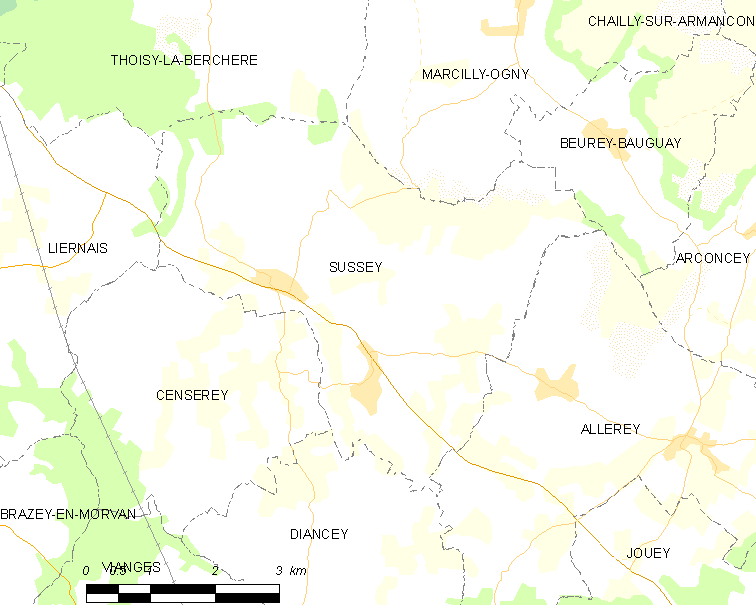
叙塞的OSM定位图

叙塞的时区为UTC+01:00、UTC+02:00（夏令时）。

## 行政
叙塞的邮政编码为21430，INSEE市镇编码为21615。

## 政治
叙塞所属的省级选区为阿尔奈勒迪克县。

## 人口

1962-2008年间叙塞人口变化图示

叙塞于2022年1月1日时的人口数量为244人。